# Carl Gustaf Ekman

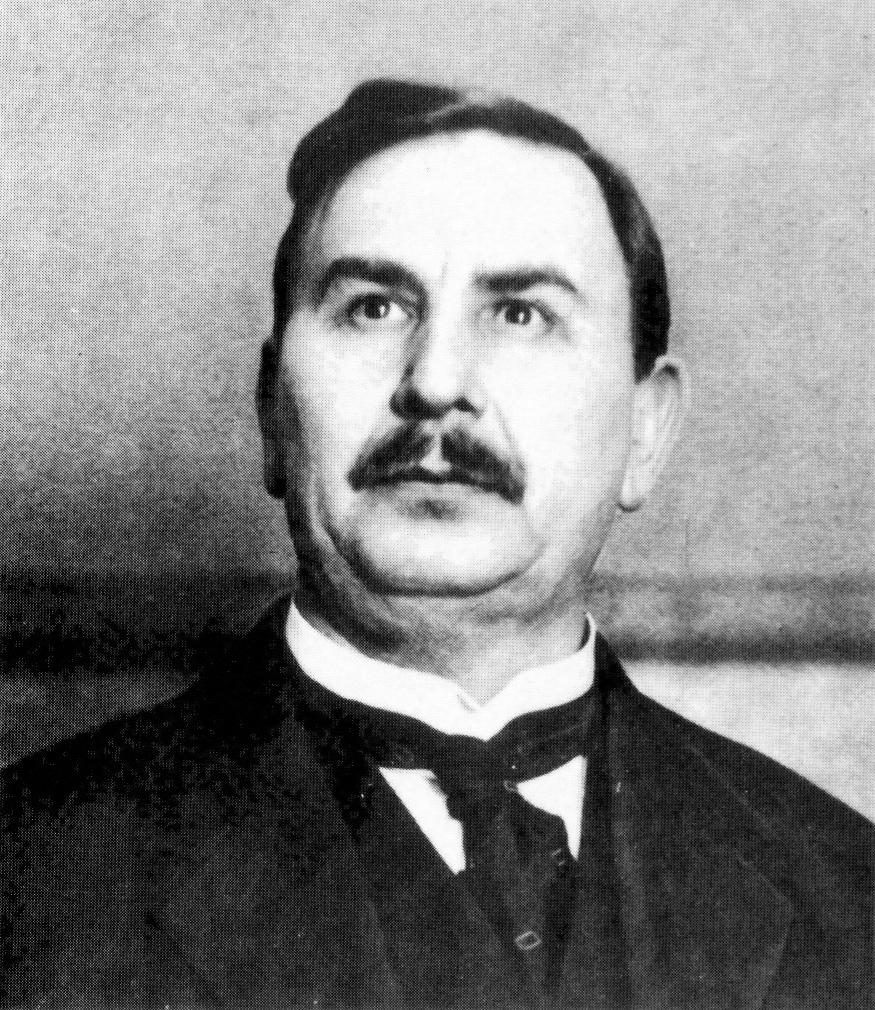
Carl Gustaf Ekman (1930)

Carl Gustaf Ekman (* 6. Oktober 1872 in Munktorp, Gemeinde Köping; † 15. Juni 1945 in Stockholm) war ein schwedischer Politiker und Ministerpräsident von Schweden.

## Familie und berufliche Laufbahn
Der Sohn eines Soldaten und Landwirts musste bereits als Zwölfjähriger im Betrieb helfen und musste sich seine Bildung autodidaktisch aneignen. Darüber hinaus engagierte er sich frühzeitig in der Abstinenzbewegung, deren Kranken- und Begräbniskasse (Nykterhetsvännernas sjuk- och begravningskassa) er in Eskilstuna führte. Daneben wurde er 1908 Chefredakteur der liberalen Tageszeitung Eskilstuna-Kuriren.

## Politische Laufbahn

### Reichstagsabgeordneter
Seine erste Kandidatur für den Reichstag als Kandidat im Wahlkreis Eskilstuna war erfolglos, da dieser Wahlkreis industriell geprägt und von den Sozialdemokraten dominiert wurde. Ekman begann seine politische Laufbahn daher erst 1911 mit der Wahl zum Abgeordneten des Oberhauses des Reichstages, wo er zunächst den Wahlkreis der Provinz Gävleborg vertrat. Als Abgeordneter erwarb er sich bald den Ruf eines Hauptbefürworters für ein absolutes Alkoholverbot. 1913 erfolgte seine Wahl zum Abgeordneten des Reichstages für einen Wahlkreis von Stockholm, der er dann bis 1932 vertrat.

### Liberaler Parteivorsitzender
1924 wurde Ekman Vorsitzender der neu gegründeten Frisinnade folkpartiet, nach dem es kurz zuvor wegen unterschiedlicher Standpunkte zur Alkoholpolitik zu einer Spaltung der Liberala samlingspartiet gekommen war.
In den folgenden Jahren war er zum einen der einflussreichste, andererseits aber auch umstrittenste Politiker der 1920er Jahre. Insbesondere innerhalb der Sozialdemokratischen Partei wurde er als „Klassenverräter“ angesehen, weil er trotz seiner einfachen Herkunft Mitglied einer nicht-sozialistischen Partei war. Ekman war tatsächlich auch maßgeblich verantwortlich für den Rücktritt der sozialdemokratischen Regierungen von Karl Hjalmar Branting 1923 sowie von Rickard Sandler 1926, andererseits aber 1930 auch der konservativen Regierung von Arvid Lindman.

### Ministerpräsident 1926 bis 1928
Nach dem Rücktritt der Regierung Sandler wurde er am 6. Juni 1926 von König Gustav V. erstmals zum Ministerpräsidenten berufen. Dabei gelang es ihm, sich auch wechselnde Mehrheiten von linken und rechten Parteien zu sichern. Neben einer Reform der Kommunalsteuern führte er auch Reformen im Schulsystem durch. Während seiner Amtszeit war er von Juni bis September 1926 auch kurzzeitig Finanzminister.
Allerdings musste er nach dem Wahlsieg des konservativen Allmänna Valmansförbundet (Allgemeiner Wählerbund) am 1. Oktober 1928 das Amt des Ministerpräsidenten an Arvid Lindman abgeben.

### Ministerpräsident 1930 bis 1932

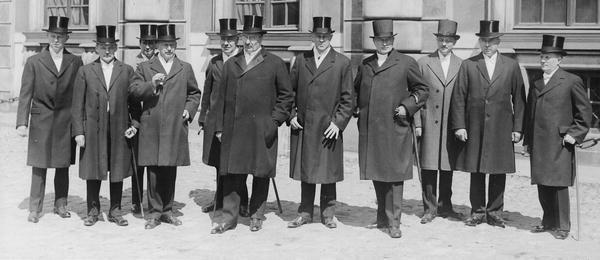
Carl Gustaf Ekmans Regierung von 1930

Am 6. Juni 1930 gelang es ihm, zusammen mit dem Vorsitzenden der Sozialdemokratischen Arbeiterpartei Per Albin Hansson durch ein Misstrauensvotum die Regierung Lindman wegen einer geplanten Erhöhung der Verbrauchssteuer auf Getreide zu stürzen. Daraufhin wurde er vom König erneut zum Ministerpräsidenten ernannt.
Seine zweite Amtszeit war jedoch stark geprägt durch den am Schwarzen Donnerstag vom 24. Oktober 1929 verursachten Börsencrash und der daraus resultierenden Weltwirtschaftskrise, die auch die schwedische Industrie und Landwirtschaft schwer traf. Dabei behinderte sein Beharren auf Haushaltsdisziplin die Einführung von kostenintensiven Programmen zur Ankurbelung der Wirtschaft.
Der Zusammenbruch des Zündwarenmonopols von Ivar Kreuger führte zu heftigen politischen Auseinandersetzungen, zumal Ekman vorgeworfen wurde, Zahlungen erhalten zu haben. Diese Affäre führte letztlich dazu, dass er am 6. August 1932, einen Monat vor der Reichstagswahl, von seinem Amt als Ministerpräsident zurücktrat und sich anschließend fast völlig aus der Politik zurückzog. Damit geriet auch die Frisinnade Folkpartiet in eine Krise. Zwei Jahre später kam es zur Gründung einer neuen liberalen Partei, der Folkpartiet.